# Lemon Grove (Kalifornia)
Lemon Grove – miasto w Stanach Zjednoczonych, w stanie Kalifornia, w hrabstwie San Diego. Według spisu ludności przeprowadzonego przez United States Census Bureau w roku 2010, w Lemon Grove mieszkało 25 320 mieszkańców.

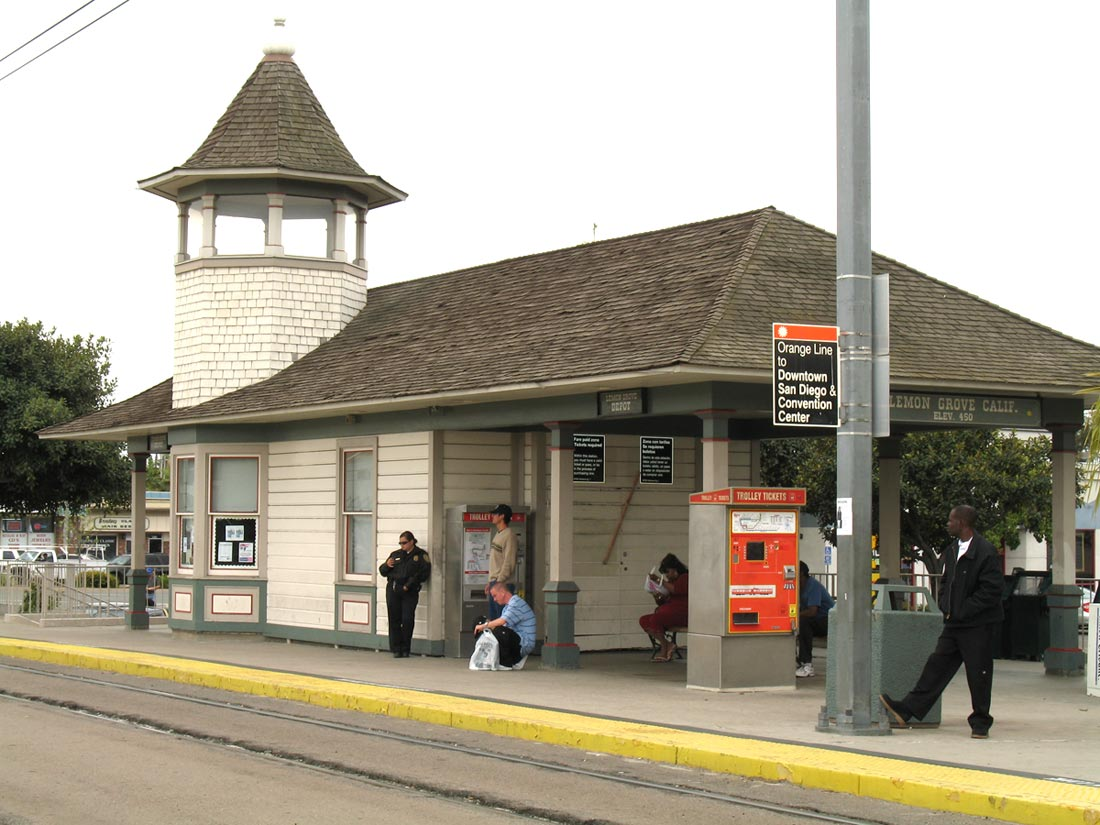
Przystanek szybkiego tramwaju Lemon Grove Depot na trasie linii pomarańczowej.